# Антоніо Веїч
Антоніо Веїч (нар. 18 лютого 1988) — колишній хорватський тенісист.
Найвищу одиночну позицію світового рейтингу — 119 місце досяг 14 травня 2012, парну — 120 місце — 19 листопада 2012 року.
Найвищим досягненням на турнірах Великого шолома було 3 коло в одиночному розряді.

## Фінали челленджерів

### Одиночний розряд: 5 (1–4)
| Легенда                  |
| ------------------------ |
| Тур ATP Челленджер (1–4) |

| Результат | Ранг | Дата            | Турнір                 | Покриття | Суперник              | Рахунок            |
| --------- | ---- | --------------- | ---------------------- | -------- | --------------------- | ------------------ |
| Поразка   | 1.   | 12 квітня 2009  | Монца, Італія          | Ґрунт    | Давід Марреро         | 7–5, 4–6, 4–6      |
| Поразка   | 2.   | 11 березня 2012 | Сантьяго, Чилі         | Ґрунт    | Пауль Капдевіль       | 3–6, 7–6(7–5), 3–6 |
| Перемога  | 1.   | 15 квітня 2012  | Блуменау, Бразилія     | Ґрунт    | Пауль Капдевіль       | 3–6, 6–4, 5–2 RET  |
| Поразка   | 3.   | 4 серпня 2014   | Сан-Марино, Сан-Марино | Ґрунт    | Адріан Унгур          | 1–6, 0–6           |
| Поразка   | 4.   | 15 вересня 2014 | Трнава, Словаччина     | Ґрунт    | Андреас Гайдер-Маурер | 6–2, 3–6, 6–7(4–7) |